# 本宿町 (岡崎市)
本宿町（もとじゅくちょう）は、愛知県岡崎市東部地区の町名。丁番を持たない単独町名であり、54の小字が設置されている。

## 地理
岡崎市の南東部に位置する。

### 河川
- 平吾川

### 小字
| - 字阿弥陀堂（あみだどう） - 字一里山（いちりやま） - 字井ノ口（いのくち） - 字上ノ山（うえのやま） - 字後田（うしろだ） - 字後畑（うしろばた） - 字円如ケ入（えんにょがいり） - 字海道（かいどう） - 字柿崎（かきざき） - 字上三本松（かみさんぼんまつ） - 字上トコサフ（かみとこさふ） - 字上平五沢（かみへいござわ） - 字上別岨（かみべつそ） - 字上明法（かみみょうほう） - 字北中町（きたなかまち） - 字源田前（げんだまえ） - 字古新田（こしんでん） - 字坂尻（さかじり） - 字桜田（さくらだ） - 字沢渡（さわたり） - 字三本松入（さんぼんまついり） - 字下三本松（しもさんぼんまつ） - 字下トコサフ（しもとこさふ） - 字下平五沢（しもへいござわ） - 字下別岨（しもべつそ） - 字下明法（しもみょうほう） - 字城下（しろした） | - 字城屋敷（しろやしき） - 字神明西（じんめいにし） - 字棚田（たなだ） - 字堤添（つつみぞえ） - 字寺町（てらまち） - 字寺山（てらやま） - 字トイツメ（といつめ） - 字中平五沢（なかへいござわ） - 字梨子木（なしのき） - 字西片山（にしかたやま） - 字西木竹（にしきたけ） - 字西薬師堂（にしやくしどう） - 字八反（はったん） - 字東浦（ひがしうら） - 字東片山（ひがしかたやま） - 字東木竹（ひがしきたけ） - 字東薬師堂（ひがしやくしどう） - 字平田（ひらた） - 字広畑（ひろはた） - 字深田（ふかだ） - 字古城（ふるじろ） - 字丸山腰（まるやまごし） - 字南中町（みなみなかまち） - 字向田（むかいだ） - 字森ノ腰（もりのこし） - 字森本（もりもと） - 字柳沢（やなぎざわ） |

## 世帯数と人口
2019年（令和元年）5月1日現在の世帯数と人口は以下の通りである。
| 町丁   | 世帯数    | 人口    |
| ------ | --------- | ------- |
| 本宿町 | 1,845世帯 | 4,336人 |

### 人口の変遷
国勢調査による人口の推移
| 1995年（平成7年）  | 5,143人 | [ 5 ] |  |
| 2000年（平成12年） | 4,915人 | [ 6 ] |  |
| 2005年（平成17年） | 5,250人 | [ 7 ] |  |
| 2010年（平成22年） | 4,858人 | [ 8 ] |  |
| 2015年（平成27年） | 4,531人 | [ 9 ] |  |

## 小・中学校の学区
市立小・中学校に通う場合、学区は以下の通りとなる。
| 番・番地等 | 小学校             | 中学校             |
| ---------- | ------------------ | ------------------ |
| 全域       | 岡崎市立本宿小学校 | 岡崎市立東海中学校 |

## 歴史
額田郡本宿村を前身とする。

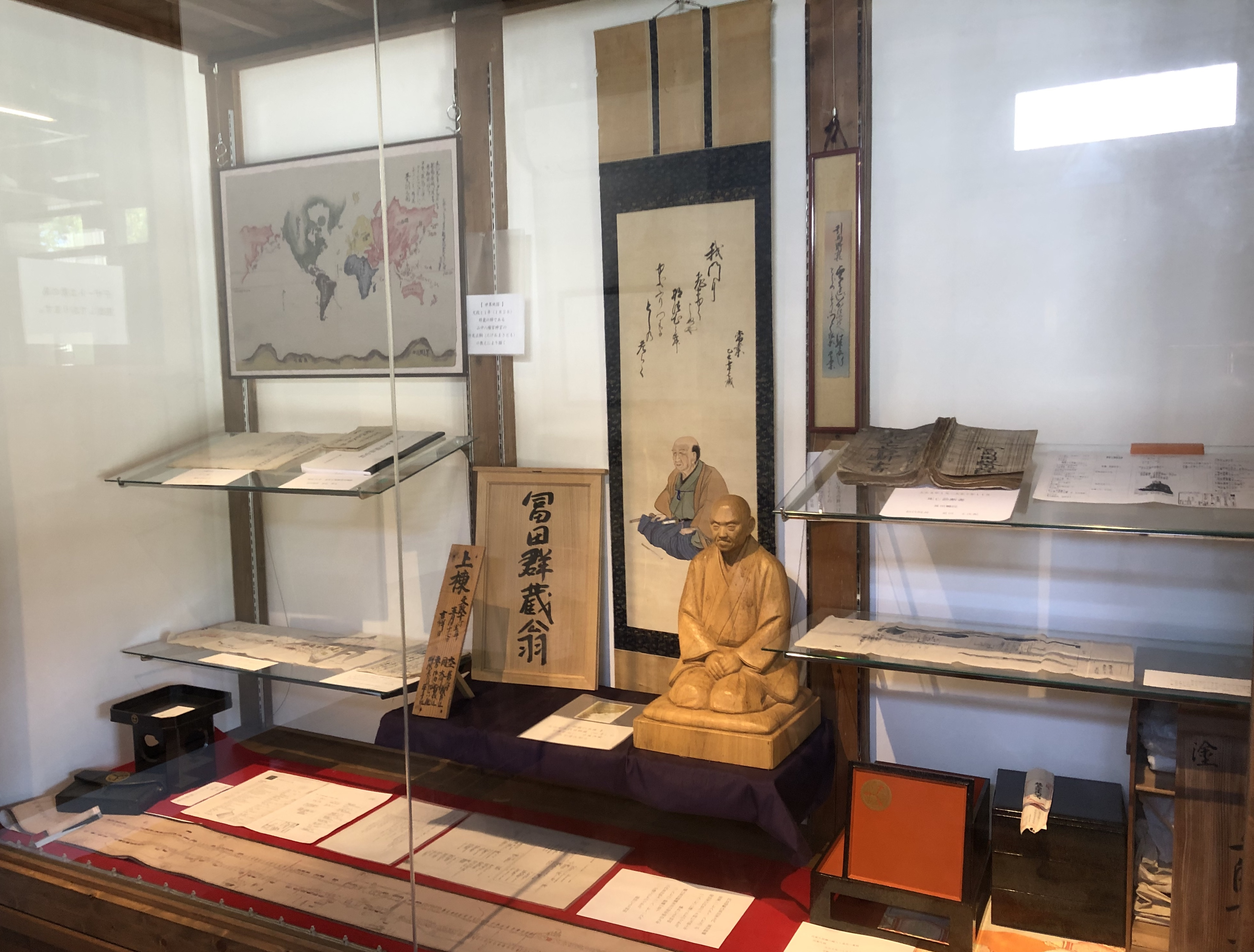
東海道 本宿 旧代官屋敷にある郷土史資料展示室

額田郡駅家郷や山中郷に属し、古代道路、鎌倉街道沿いの街として古くから栄えた。江戸時代に入り東海道が整備されると、藤川宿と赤坂宿の中間地点にある村として利用され、のちに両宿の助郷村となった。江戸時代初期は天領及び法蔵寺領であったが、1698年に旗本柴田勝門が入り、本宿陣屋を構え、以降旗本柴田氏が、法蔵寺とともにこの地を治めた。また冨田氏が世襲代官を務め、現在も本宿陣屋跡には冨田病院が立つ。冨田家は慶應義塾大学医学部名誉教授であり医学部長を務めた冨田恒男、音楽家の冨田勲とその長男で科学者の冨田勝などを輩出している。

### 沿革
- 1889年（明治22年）10月1日 - 町村制施行。上衣文村・大幡村・鉢地村・鶇巣村と合併し、本宿村大字本宿となる[12]。
- 1955年（昭和30年）2月1日 - 岡崎市へ編入し、同市本宿町となる[13]。
- 2001年（平成13年）10月5日 - 一部が本宿西1〜2丁目・本宿茜1〜2丁目・本宿台1〜3丁目となる[14]。

### 史跡
- 山中宿古城跡
- 山中城屋敷城跡

## 交通

### 鉄道
- 名鉄名古屋本線
  - 本宿駅

### 道路
- 国道1号
- 国道473号
  - 岡崎額田バイパス
  - 樫山街道（国道473号の旧道）
- 東名高速道路
  - 本宿バスストップ
    - 東名ハイウェイバス
    - ほの国号
    - 京阪神昼特急静岡号

## 施設
- 本宿テレビ中継局
- 岡崎警察署本宿駐在所
- 岡崎市消防本部 東消防署本宿出張所
- 本宿郵便局
- 本宿東町公民館
- 岡崎市立本宿小学校
- 人間環境大学
- 本宿幼稚園
- 岡崎市立本宿保育園
- 冨田病院
- 東海道 本宿 旧代官屋敷
  - 2019年5月1日にオープン。総事業費8,400万円で完成。そのうち2,800万円は国と市の補助金でまかなわれた[15][16]。
  - 2020年4月3日、本宿旧代官屋敷は「冨田家住宅木南舎」と「冨田家住宅土蔵」として国の登録有形文化財に登録された[17][18][19]。
- 旧本宿村役場（2022年4月13日オープン）[20]
- 岡崎信用金庫本宿支店
- 豊川信用金庫本宿支店
- JAあいち三河本宿支店
- 日本レトルトフーズ
- 三浦太鼓店（1865年創業）
- ファミリーマート岡崎上三本松店
- 神明社
- 法蔵寺
- 欣浄寺
- 慈光院
- 勝徳院
- 不動院
- 本宿住宅汚水処理施設
- 緑町中央公園
- 緑町西公園
- 神明西公園
- 棚田夕日ケ丘公園
- 三本松公園
- 三本松緑地

## ギャラリー

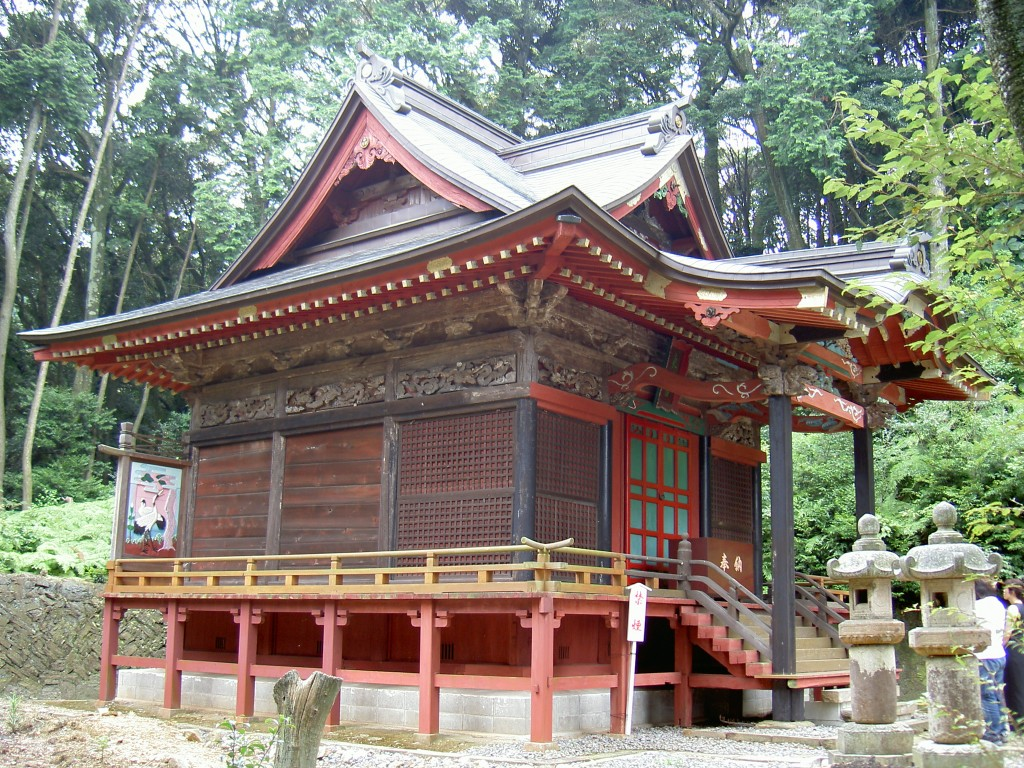
法蔵寺の東照宮
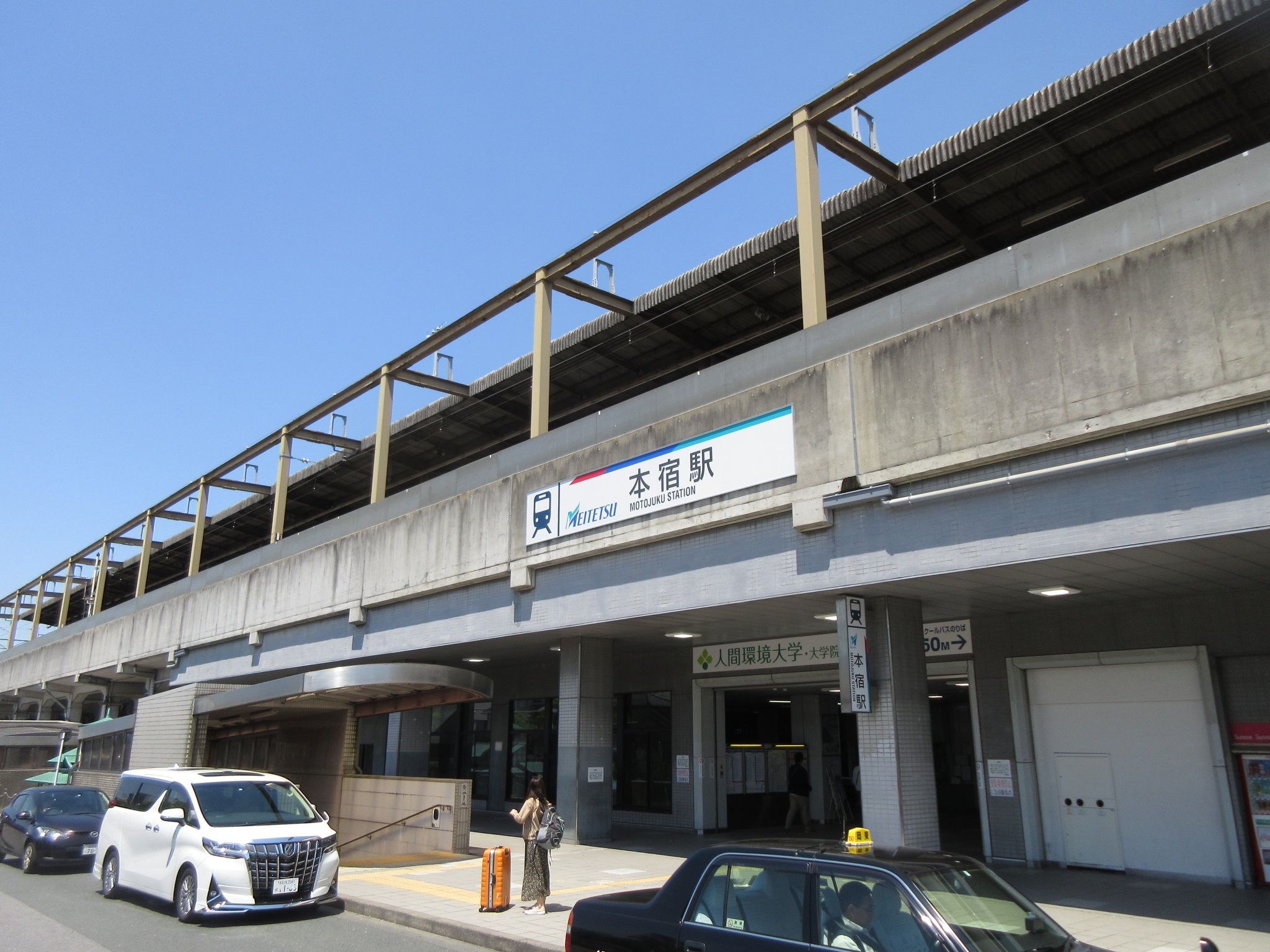
本宿駅
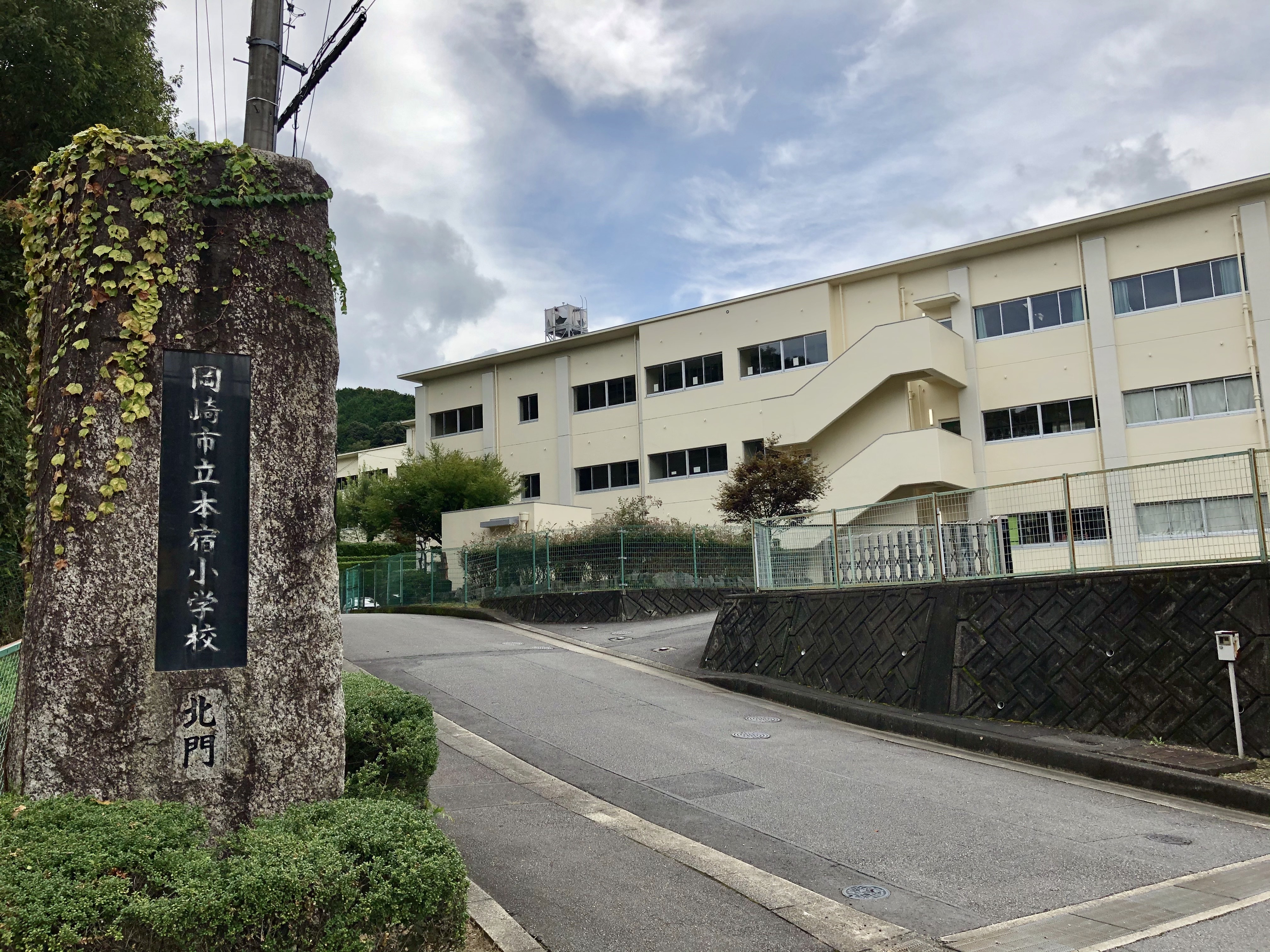
岡崎市立本宿小学校
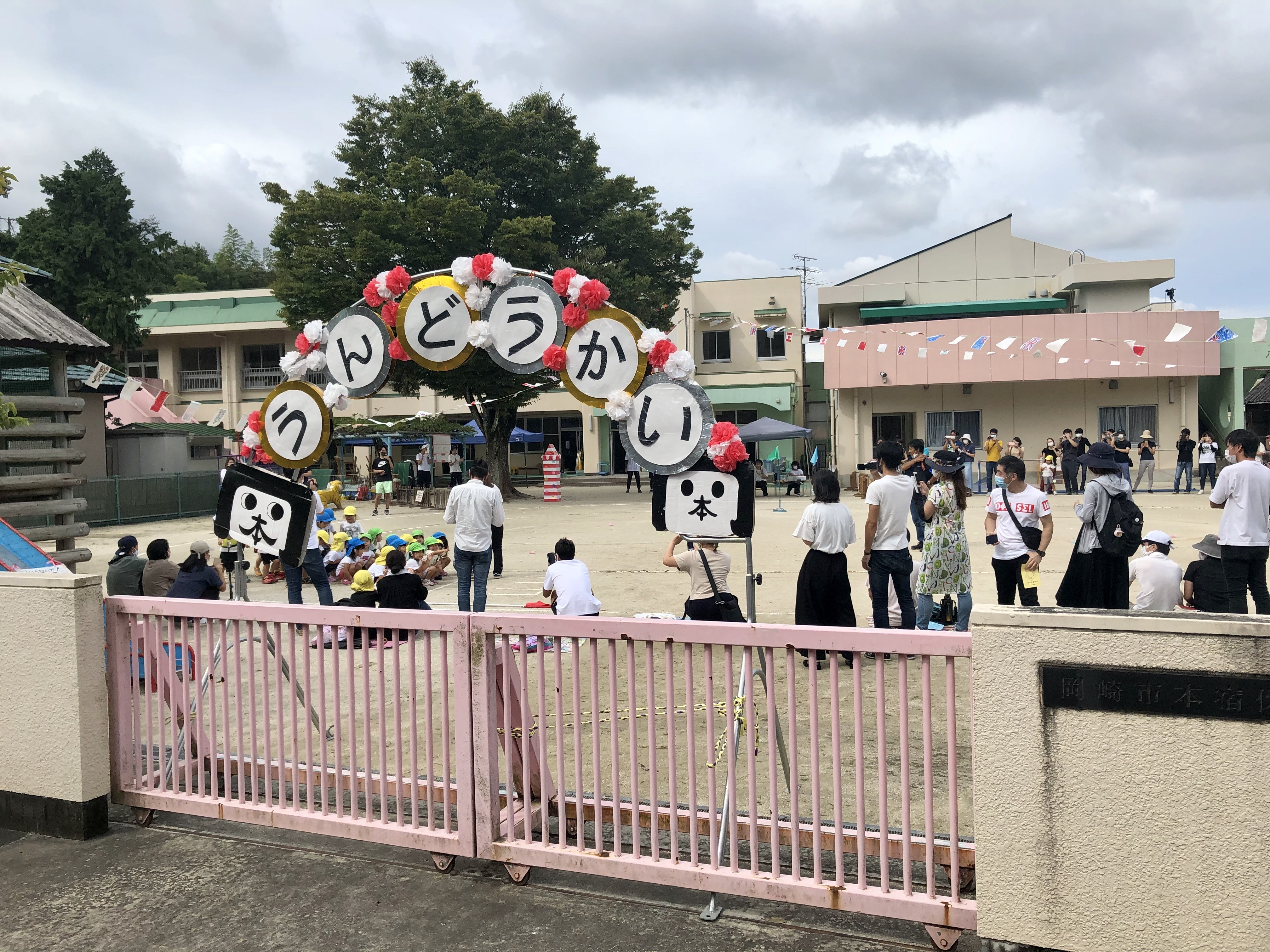
岡崎市本宿保育園
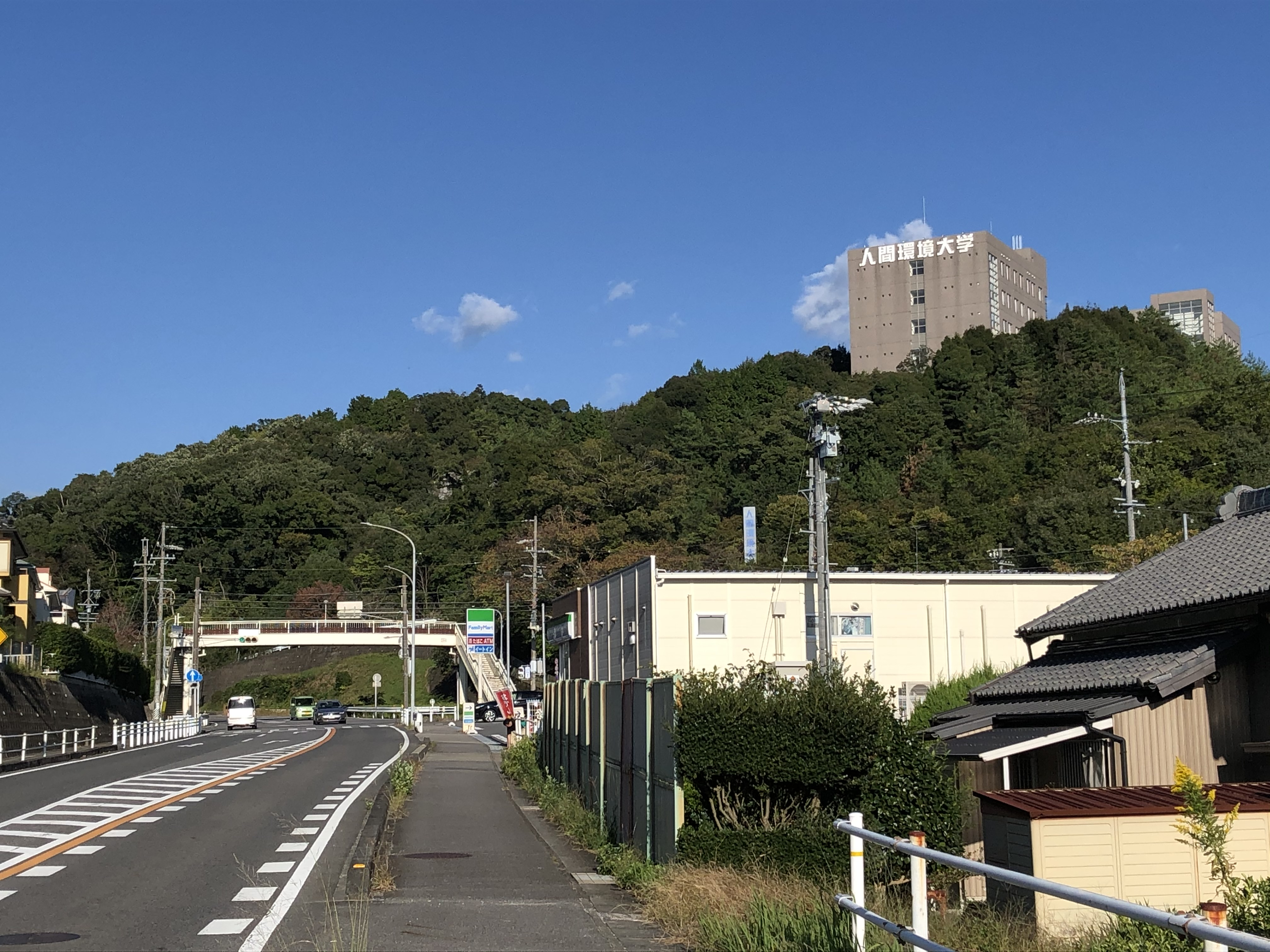
人間環境大学
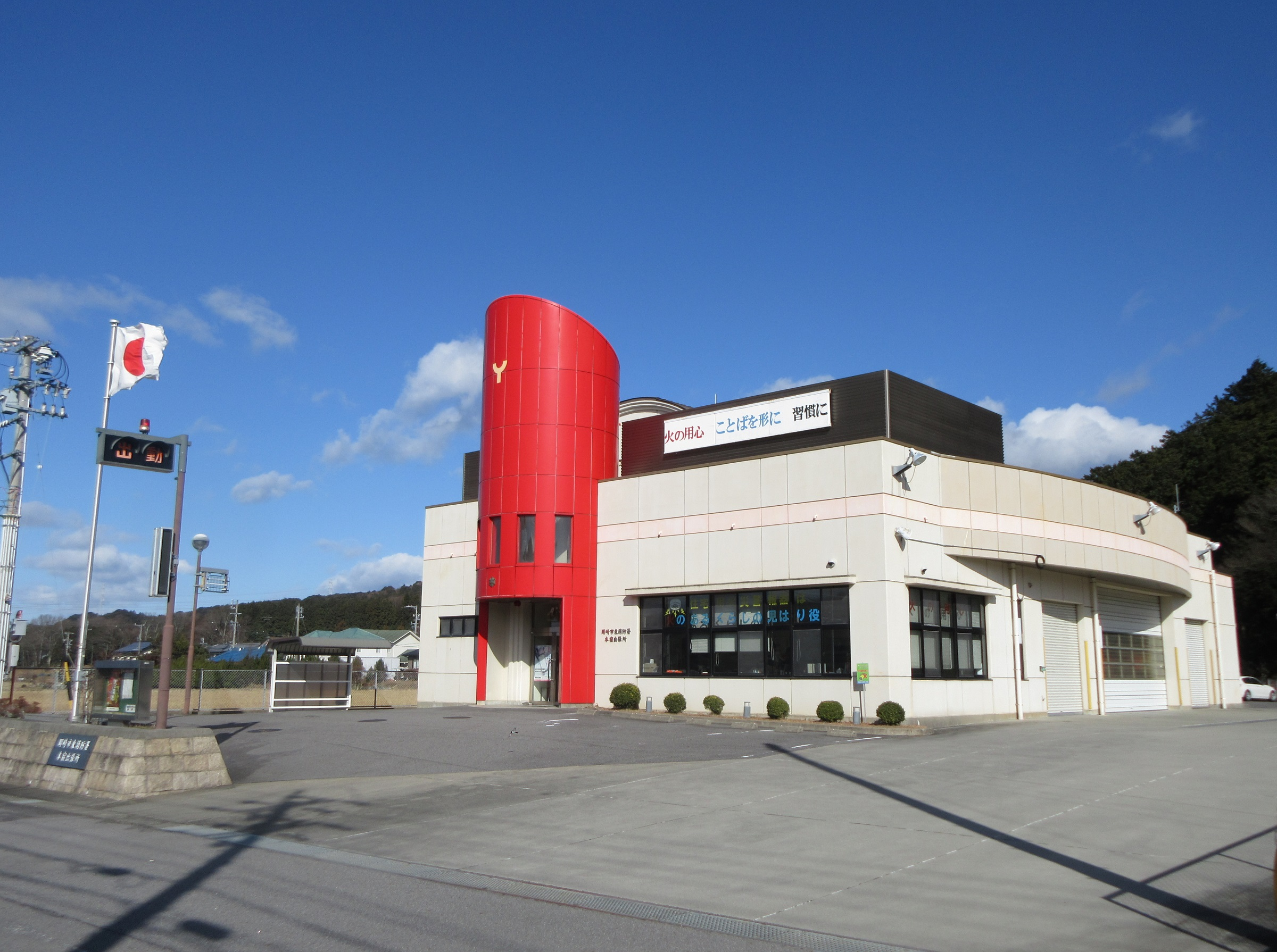
岡崎市消防本部 東消防署本宿出張所
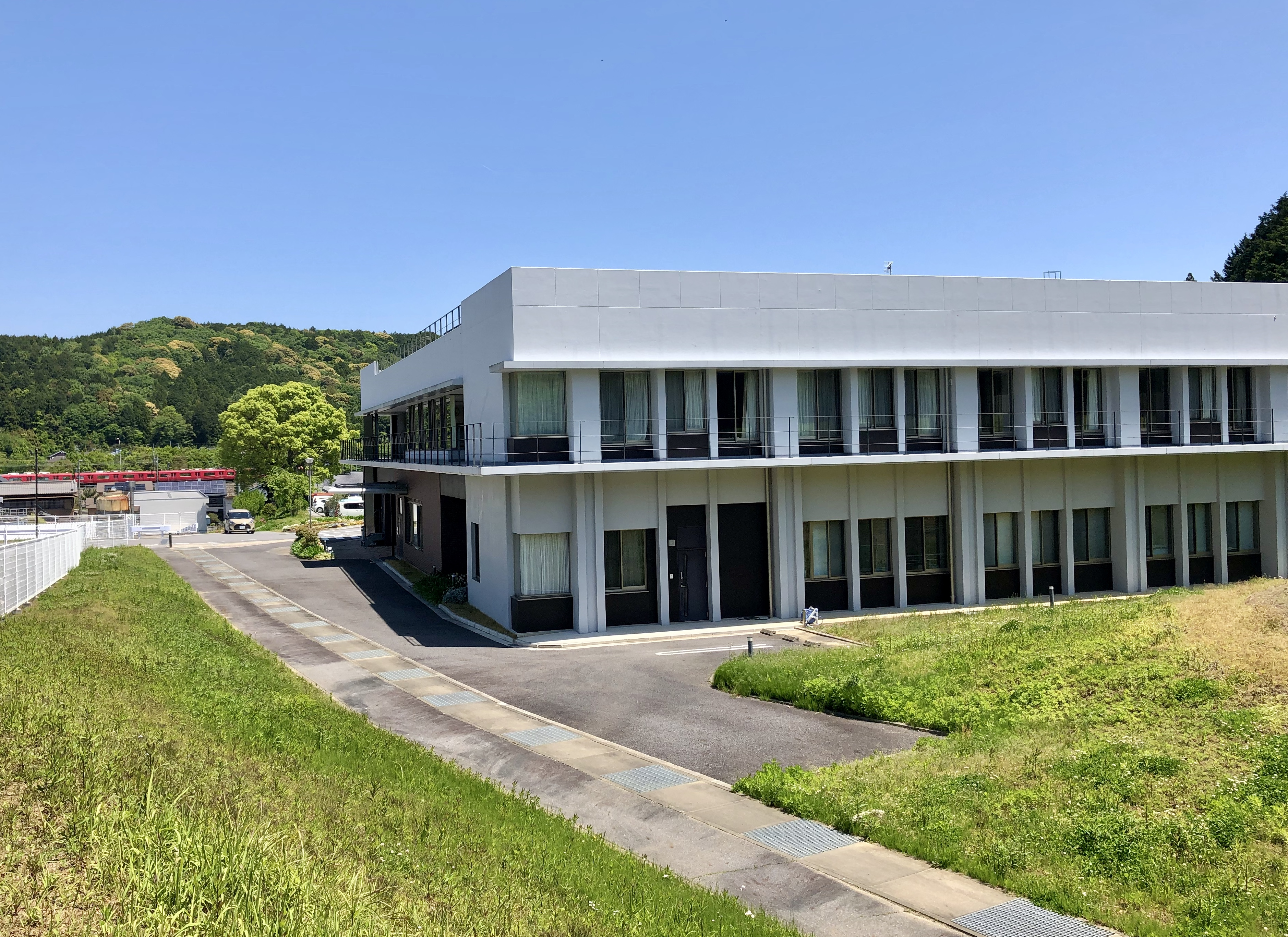
冨田病院
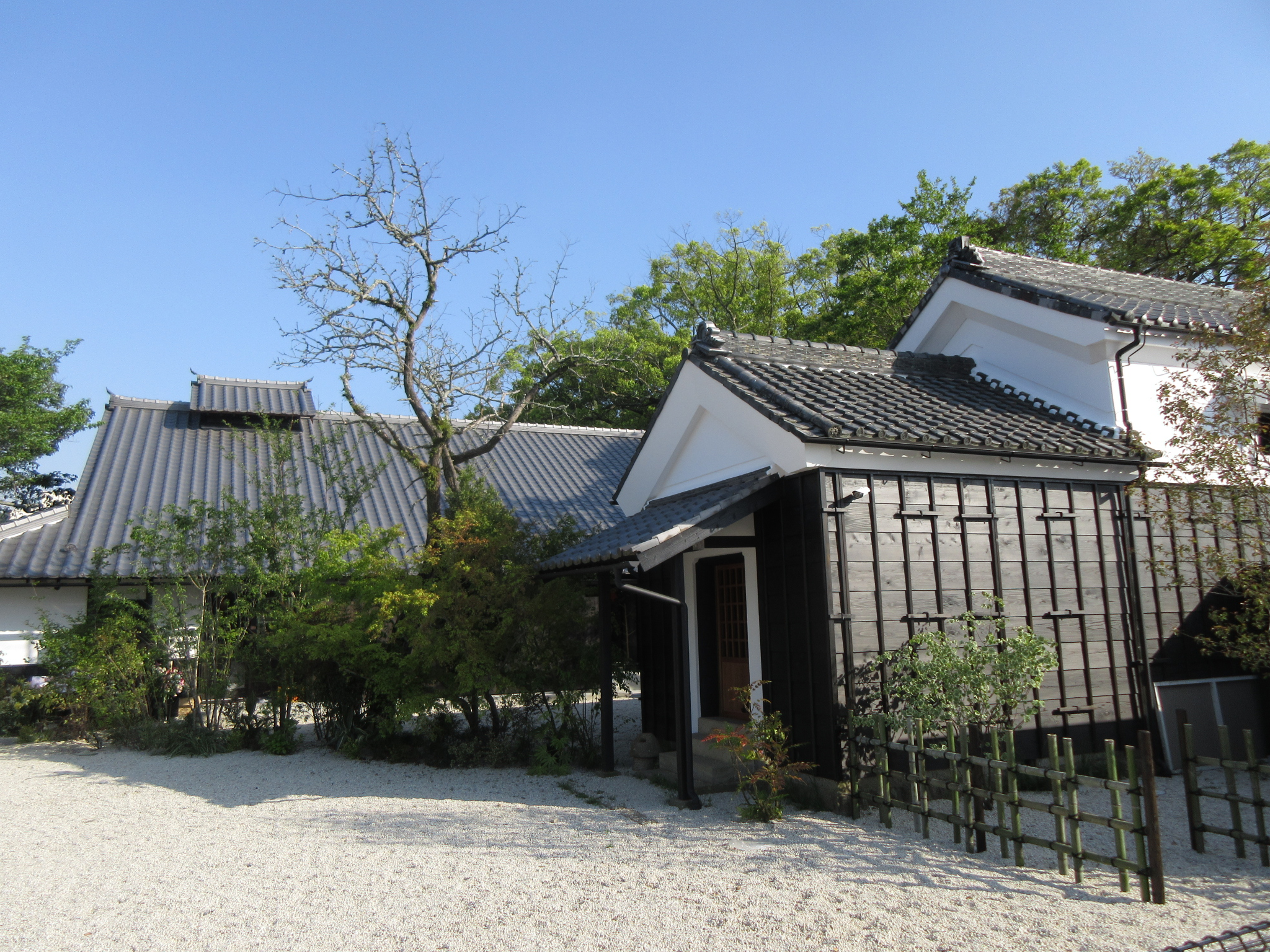
本宿旧代官屋敷
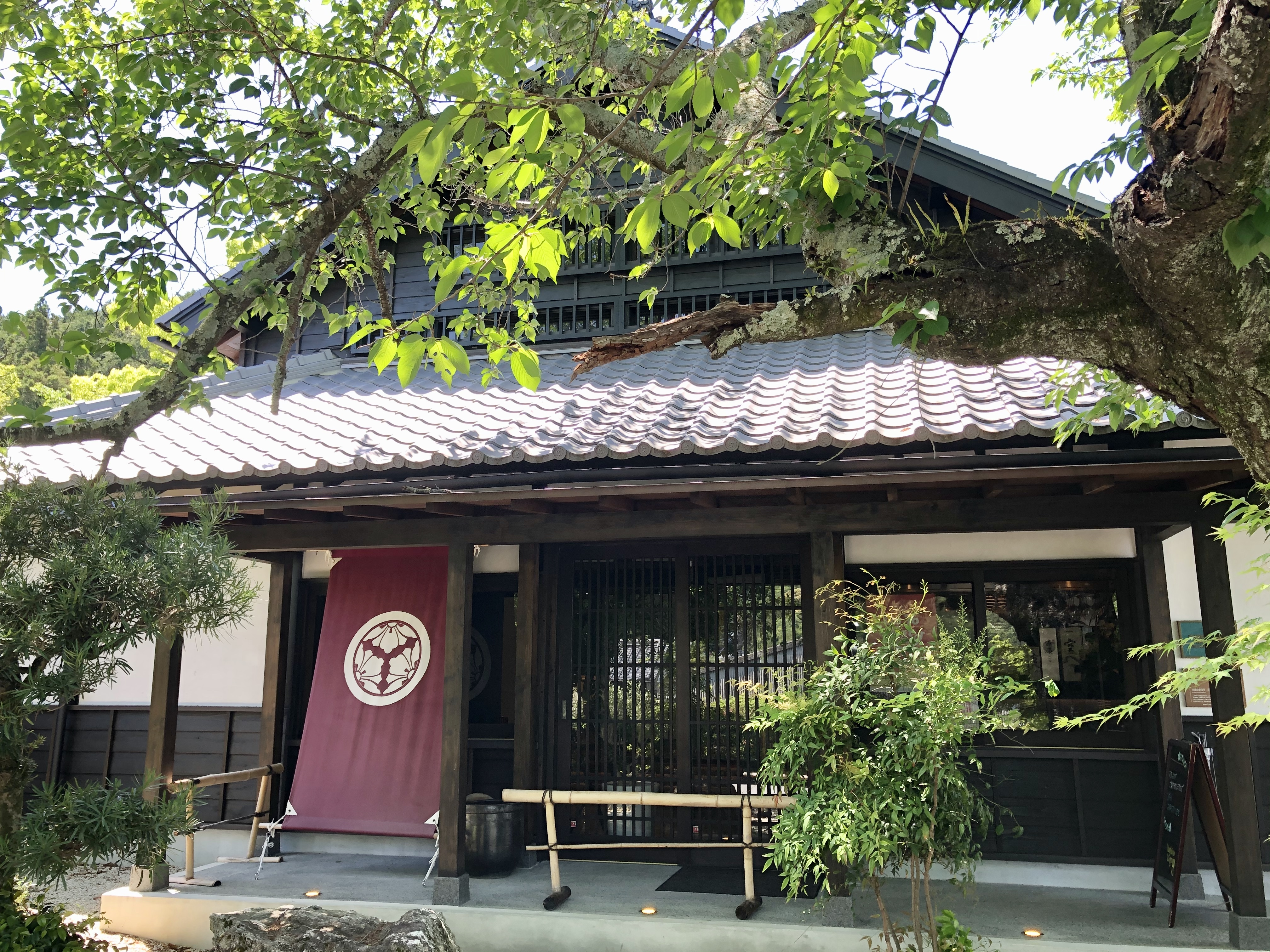
本宿旧代官屋敷
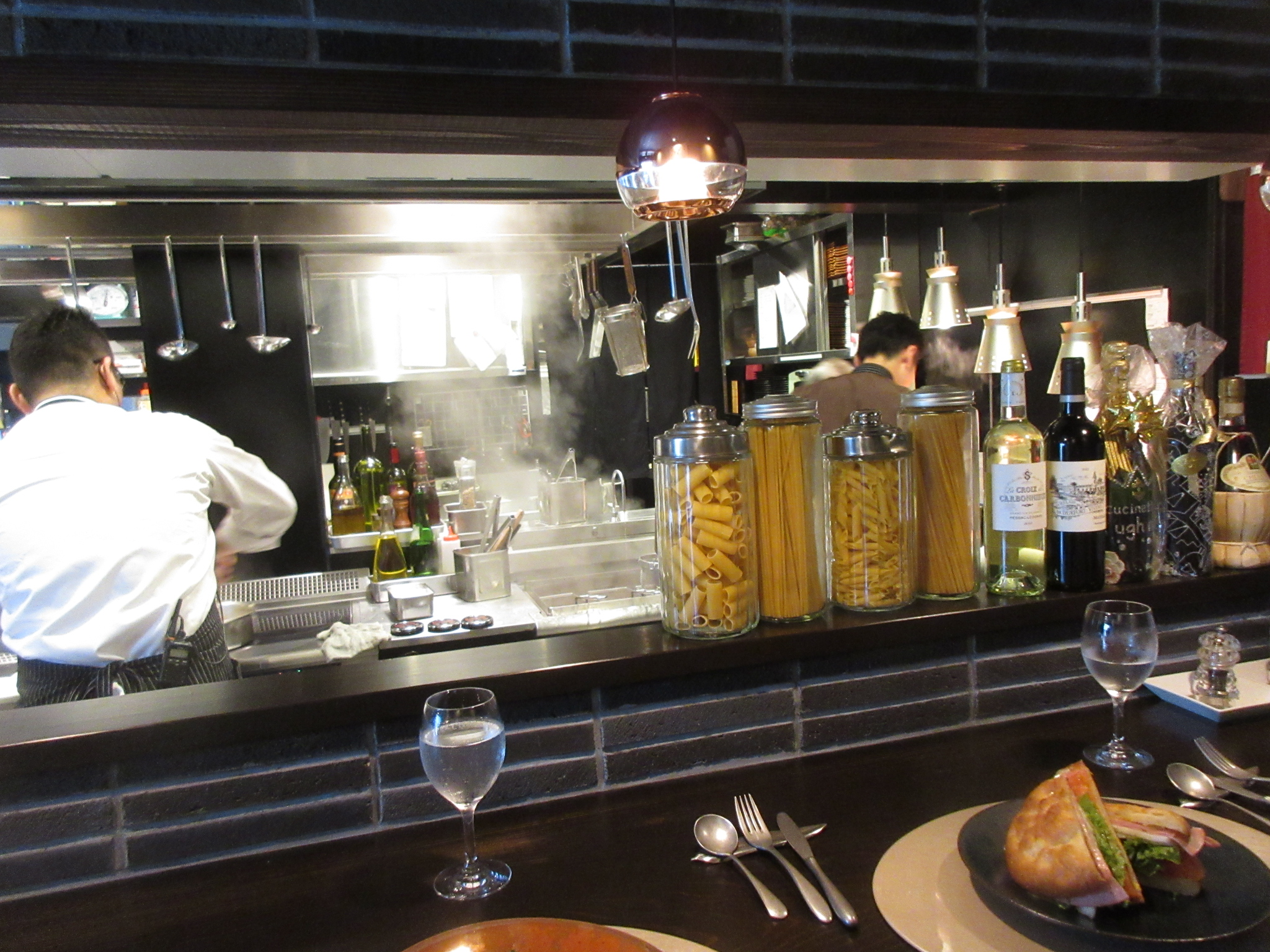
本宿旧代官屋敷に入っているイタリアンレストラン
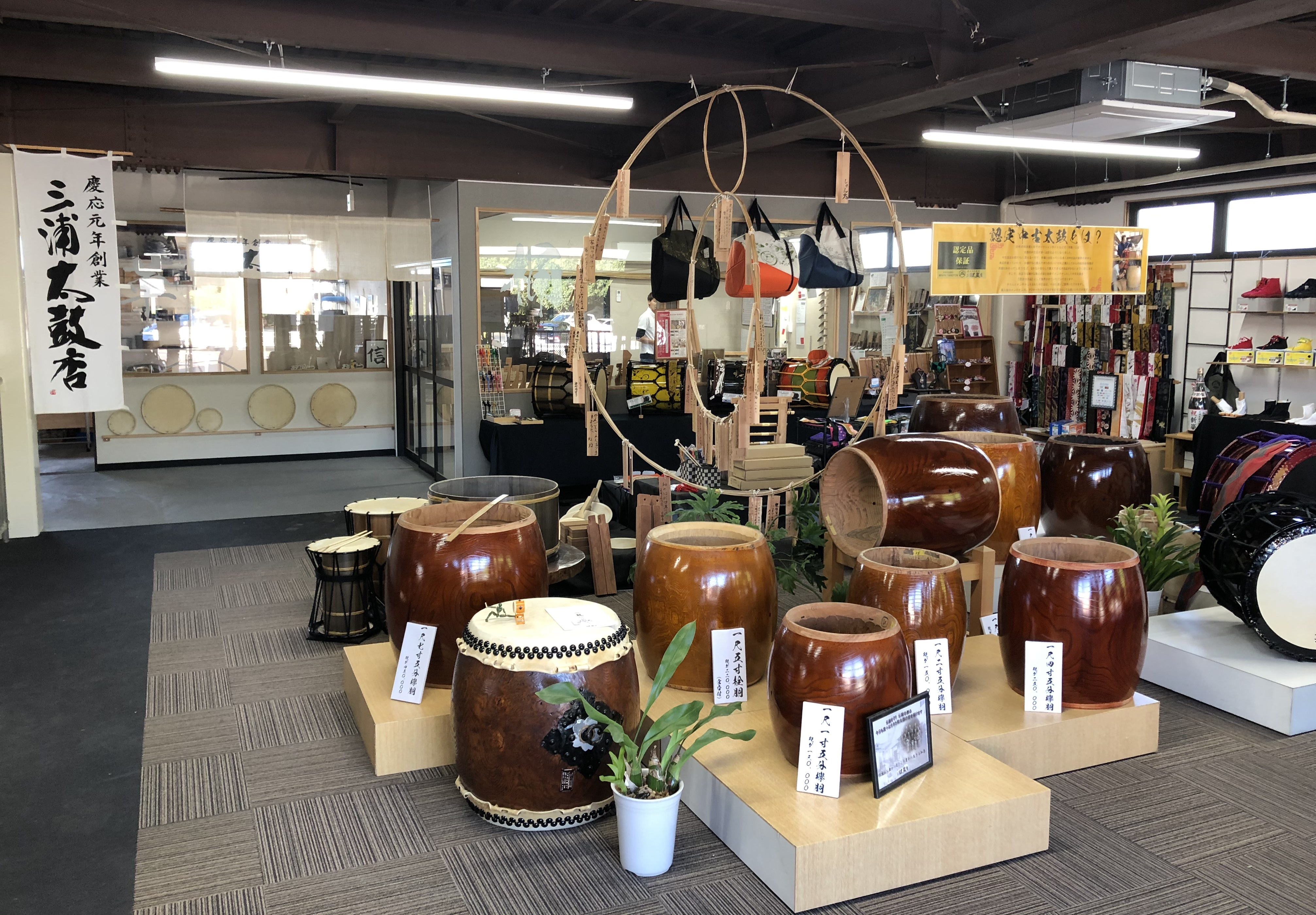
三浦太鼓店（1865年創業）
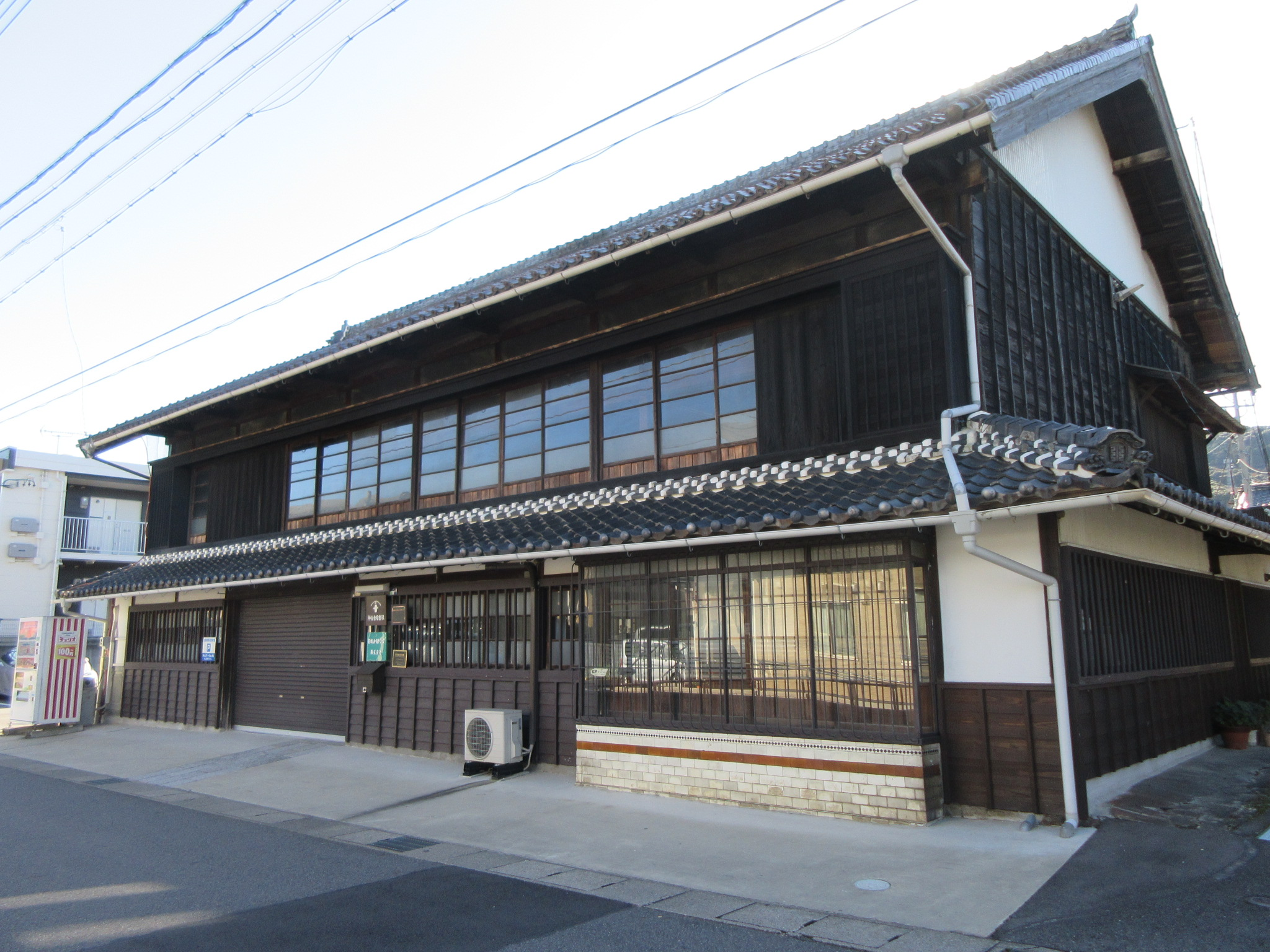
日本レトルトフーズ。事務所棟は「アイチ味噌溜店舗」として岡崎市景観重要建造物に指定されている。
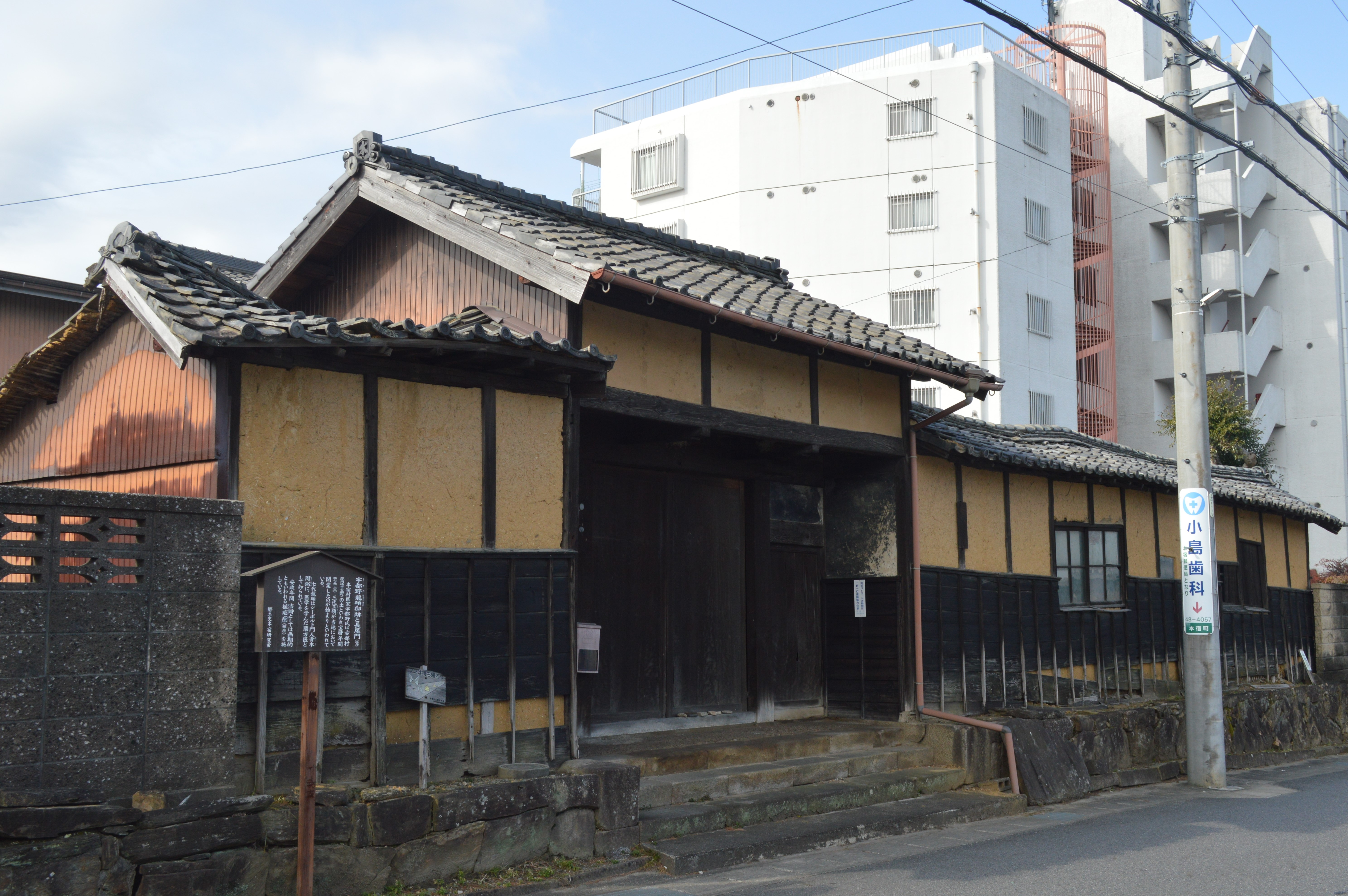
宇都野龍碩邸跡と長屋門
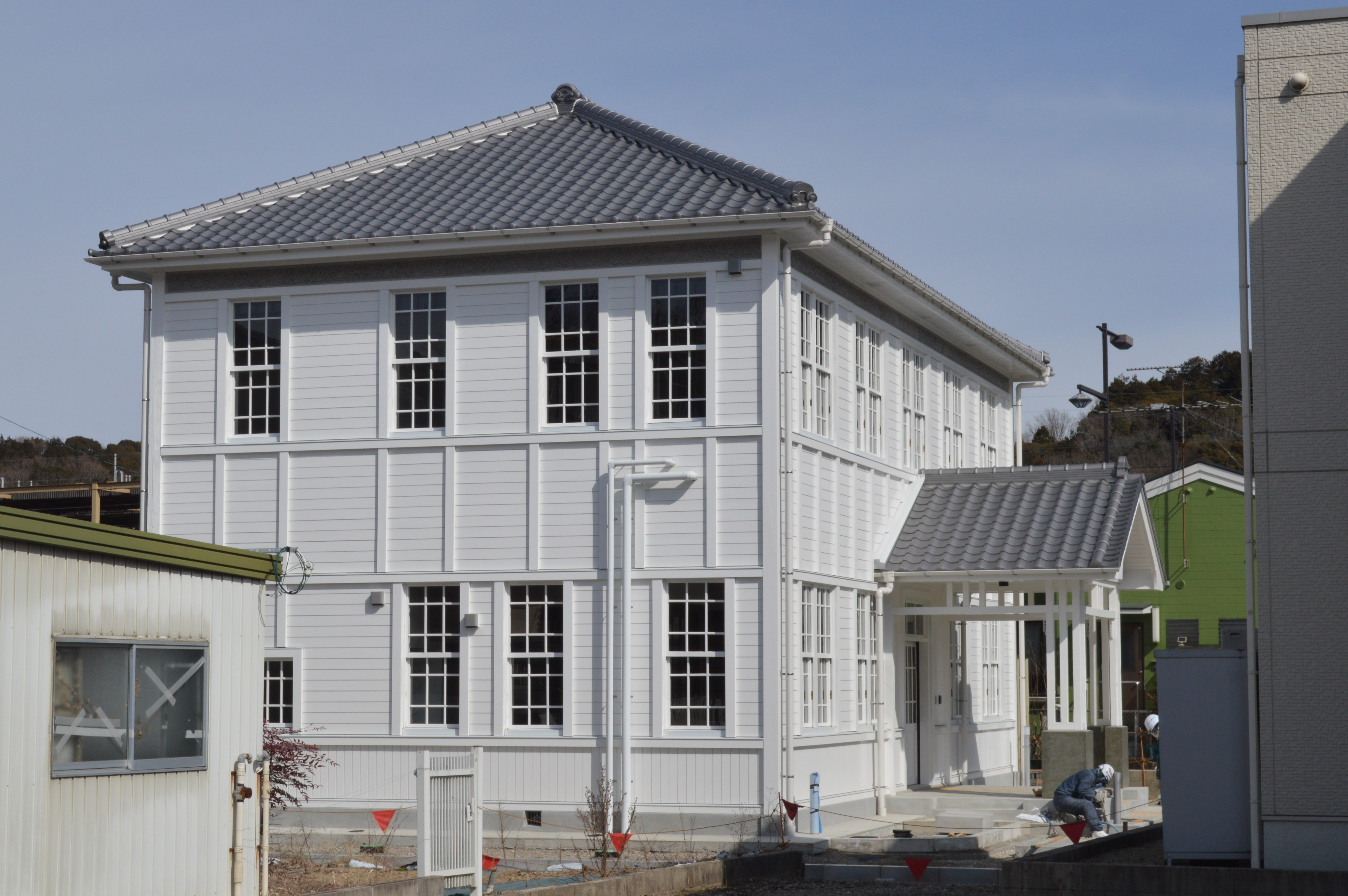
旧本宿村役場
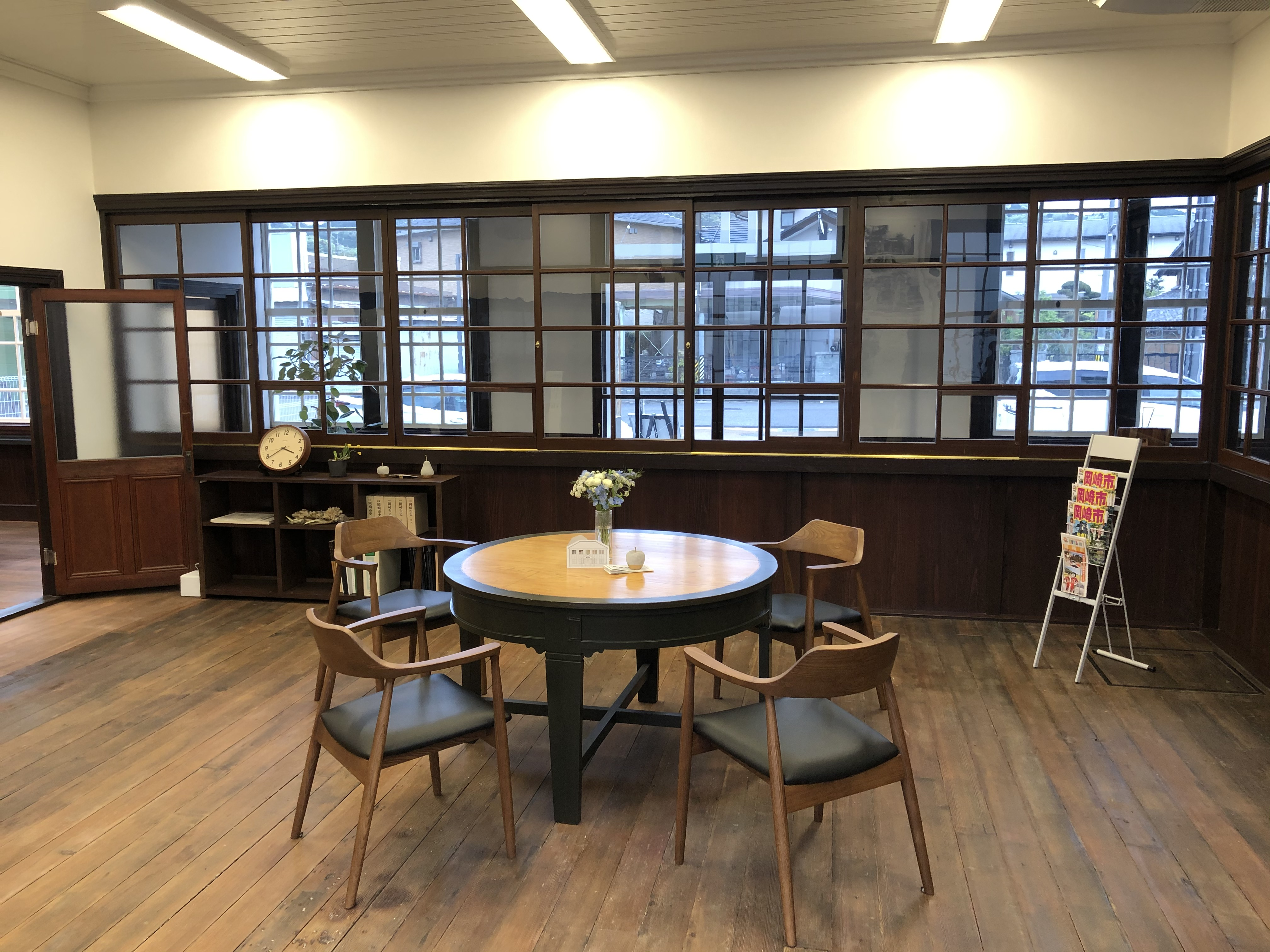
旧本宿村役場
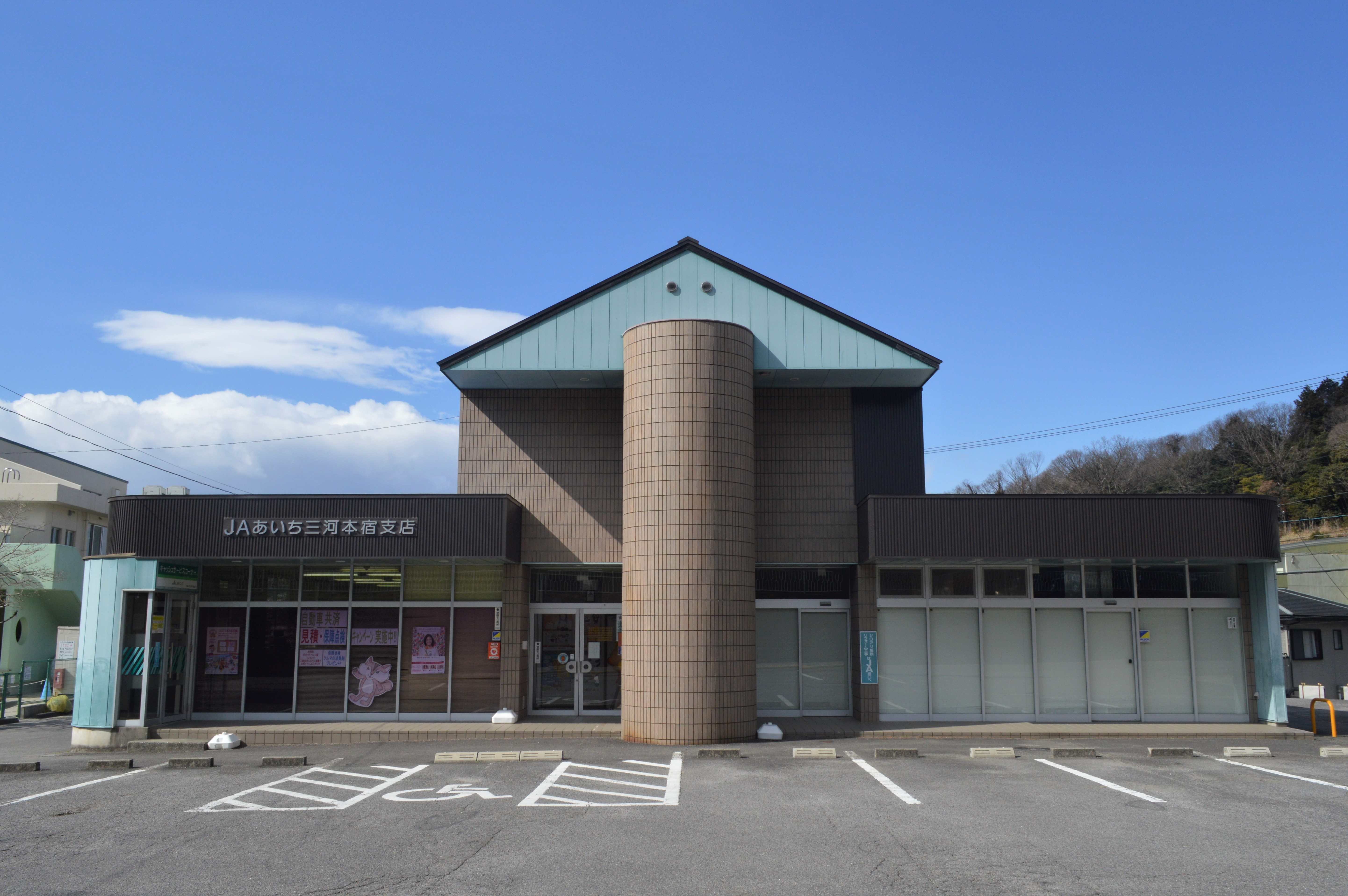
JAあいち三河 本宿支店
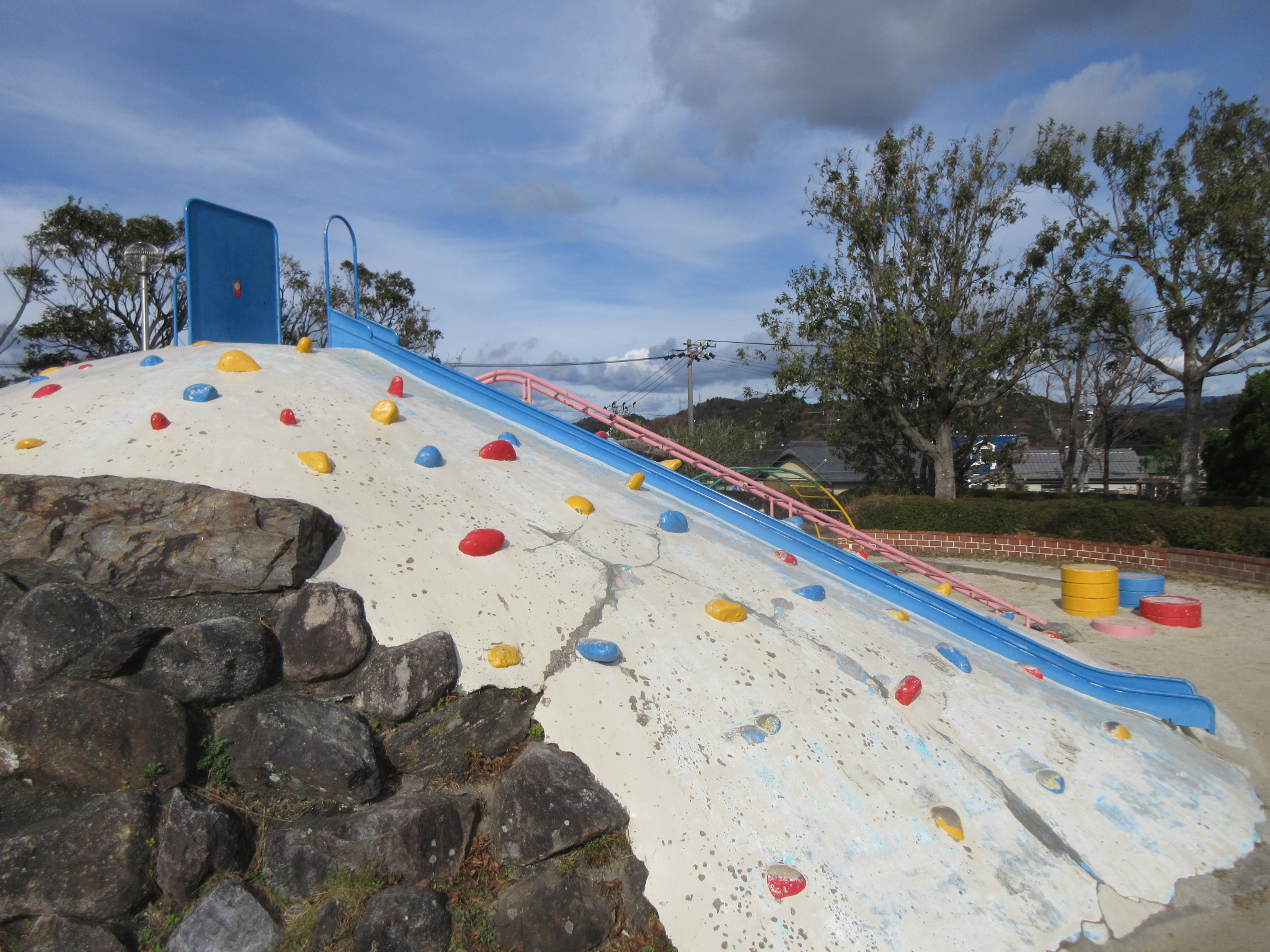
緑町中央公園

## その他

### 日本郵便
- 郵便番号 : 444-3505[3]（集配局：岡崎郵便局[21]）。

## 参考資料
- 「角川日本地名大辞典」編纂委員会 編『角川日本地名大辞典 23 愛知県』角川書店、1989年3月8日。ISBN 4-04-001230-5。
- 有限会社平凡社地方資料センター 編『日本歴史地名大系第23巻 愛知県の地名』平凡社、1981年。ISBN 4-582-49023-9。
- 新編岡崎市史編さん委員会 編『新編岡崎市史 総集編 20』1993年。